# Purupurus
Os Purupurus são um grupo indígena brasileiro que habitava o rio Purus, no estado do Amazonas, e que se dividia nos subgrupos paumari e iuberi.